# Mateo Antoni
Mateo Antoni Pavón (ur. 22 kwietnia 2003 w Montevideo) – urugwajski piłkarz występujący na pozycji środkowego obrońcy, od 2025 roku zawodnik argentyńskiego Argentinos Juniors.